# Lov
Lov – miasto w Danii, w regionie Zelandia, w gminie Næstved.